# Mario Acquaviva
Mario Acquaviva (Acquapendente, 27 giugno 1900 – Casale Monferrato, 11 luglio 1945) è stato un politico e rivoluzionario italiano.

## Biografia
Nato nel 1900 ad Acquapendente, si stabilì molto giovane ad Asti, dove trascorse gran parte della sua vita, a parte le lunghe parentesi carcerarie. Nel 1921 aderì alla Fgci e, ben presto, occupò un ruolo di primo piano nella Federazione astigiana del Partito Comunista d'Italia, distinguendosi per capacità organizzative e determinazione, in un clima di scontro sociale, reso più aspro dalla reazione fascista.
Arrestato nel 1926, fu condannato a otto anni di reclusione dal Tribunale Speciale, ne passò sei in diverse galere, tra cui Avellino, Finalborgo e Saluzzo, dove fu in contatto con Onorato Damen. Fermo nell'opposizione al corso centrista del Partito, imposto da Mosca, nel 1931 maturò la rottura, seguita dall'immancabile espulsione per “frazionismo trotzkista”.
Scarcerato con “l'amnistia del decennale”, il 10 novembre 1932, riallacciò i rapporti coi compagni astigiani, trovando un valido aiuto da parte di Secondo Comune, anch'egli in contrasto con il corso centrista del partito. Oltre all'ostracismo degli ex compagni, dovette fare i conti con il sempre vivo odio dei fascisti che, alla vigilia della guerra, lo denunciarono alla polizia come “pericoloso avanzo di galera”.
Nel gennaio del 1943 preso contatto con altri compagni della Sinistra Comunista Italiana, fra loro Onorato Damen e Rosolino Ferragni che andavano riprendendo le file dell'organizzazione, partecipò alla fondazione del Partito Comunista Internazionalista di cui, dal novembre 1943, fu membro del Comitato centrale e segretario della Federazione piemontese, svolgendo un'intensa attività che, presto, gli costò l'ennesimo arresto. Scarcerato nell'ottobre del 1944, visse alla macchia fino al 25 aprile del 1945. In tutto questo periodo, il suo instancabile impegno rivoluzionario riscosse crescenti consensi negli ambienti operai di Asti, in particolare alla Way-Assauto, di Casale Monferrato, alla Società Prodotti Chimici Tazzetti, dove lavorava, e, in generale, del Piemonte. L'11 luglio 1945, in una strada di Casale Monferrato, cadde sotto i colpi di pistola di un attentatore sconosciuto. Non si riuscirà mai a fare chiarezza sulla sua morte.